# Múscul pronador rodó
El múscul pronador rodó (musculus pronator teres) és un múscul superficial de l'avantbraç, localitzat en la part externa de la primera regió anterior de l'avantbraç, aplanat, oblic.
S'origina proximalment a l'epicòndil medial o epitròclea de l'húmer i apòfisi coronoide del cúbit mitjançant dos fascicles. S'insereix distalment al terç medial de la cara lateral del radi. A través de l'espai que queda entre els seus dos orígens, passa el nervi medià que també l'innerva. Aquest punt és de fàcil de trobar en el cas de realitzar una compressió nerviosa.

## Imatges

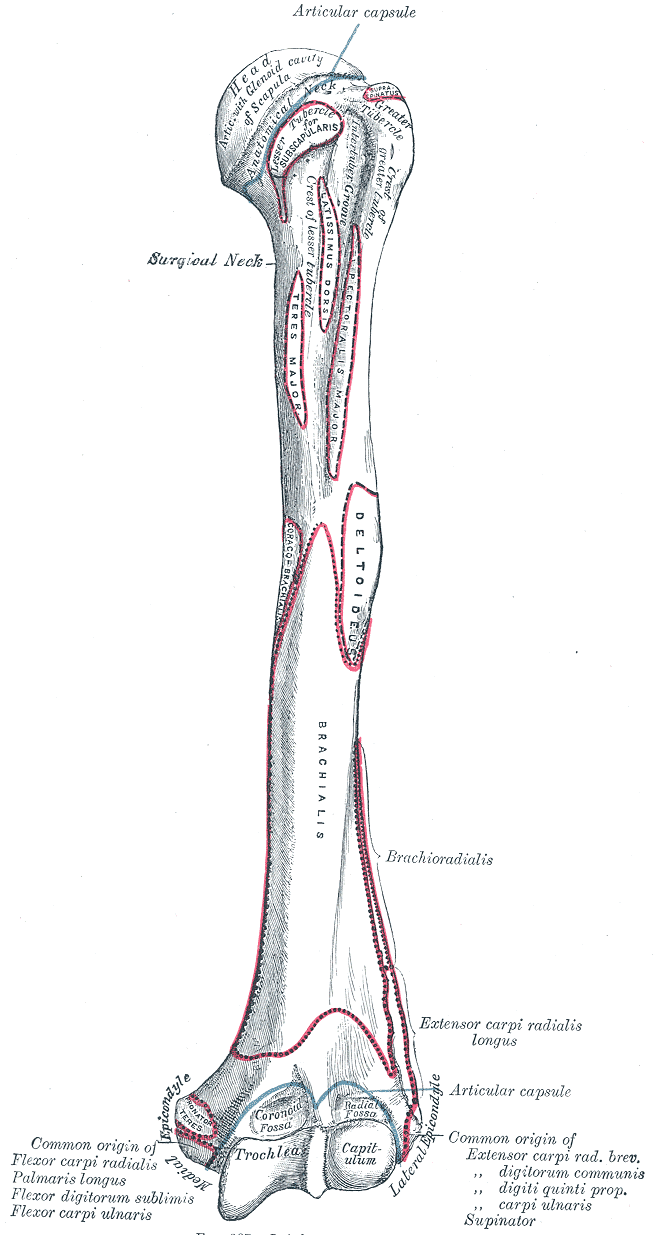
Vista anterior de l'húmer esquerre.
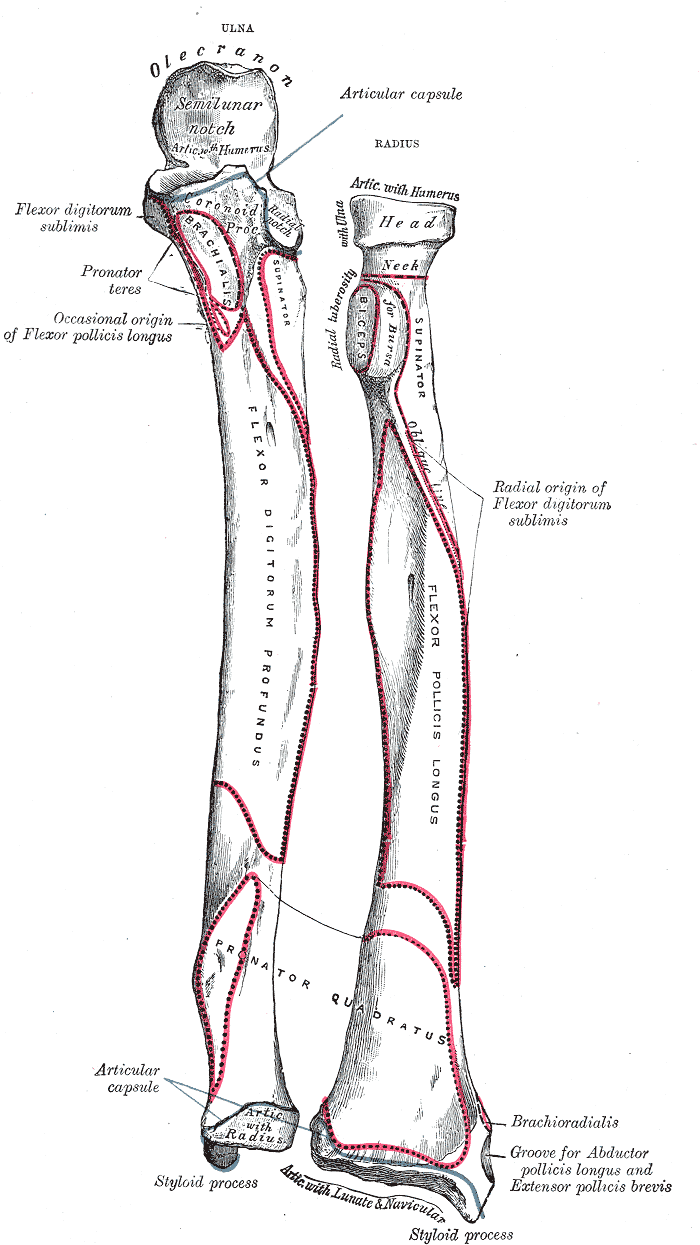
Cara anterior dels ossos de l'avantbraç esquerre.
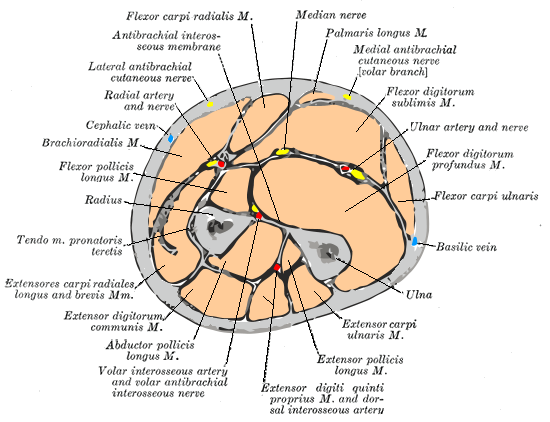
Tall transversal de l'avantbraç.
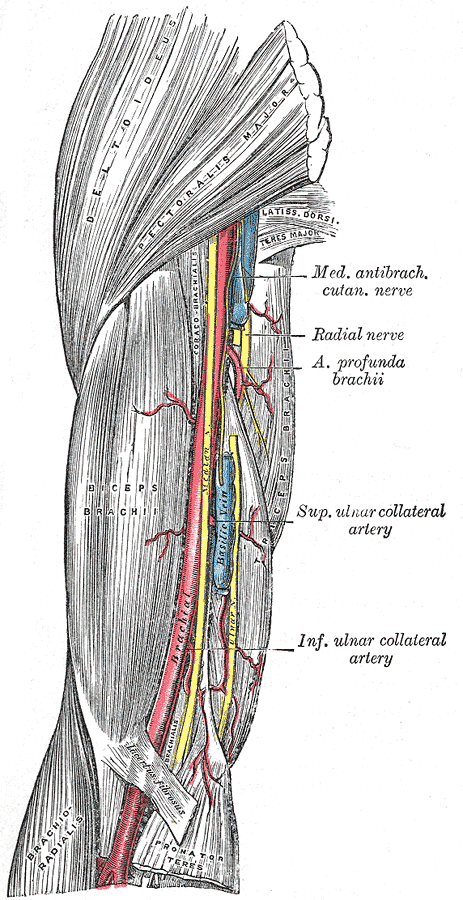
Artèria braquial.
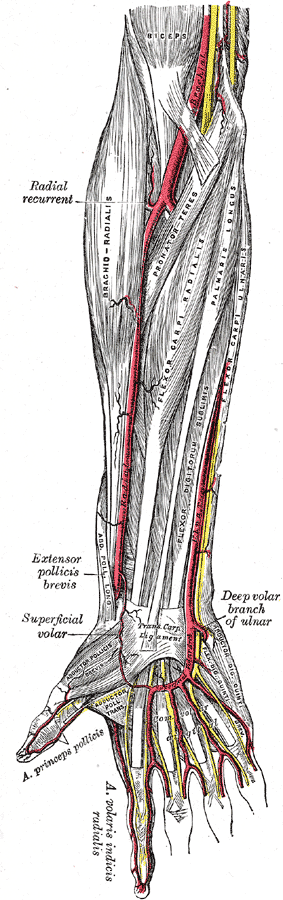
Artèries radial i cubital.

- Disseccions on s'observa el múscul pronador rodó.

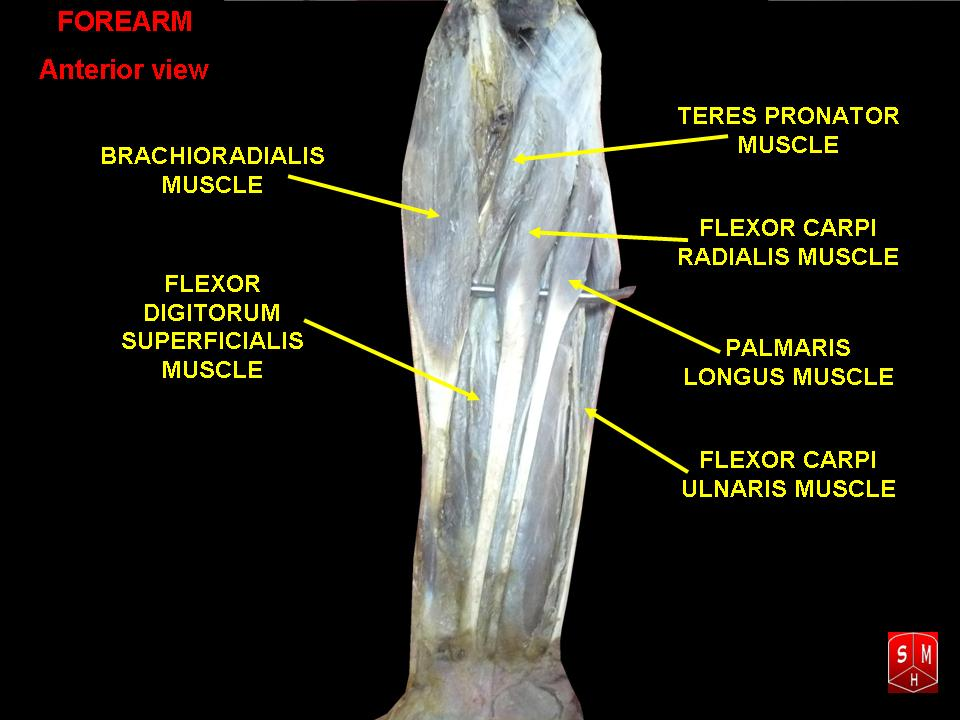
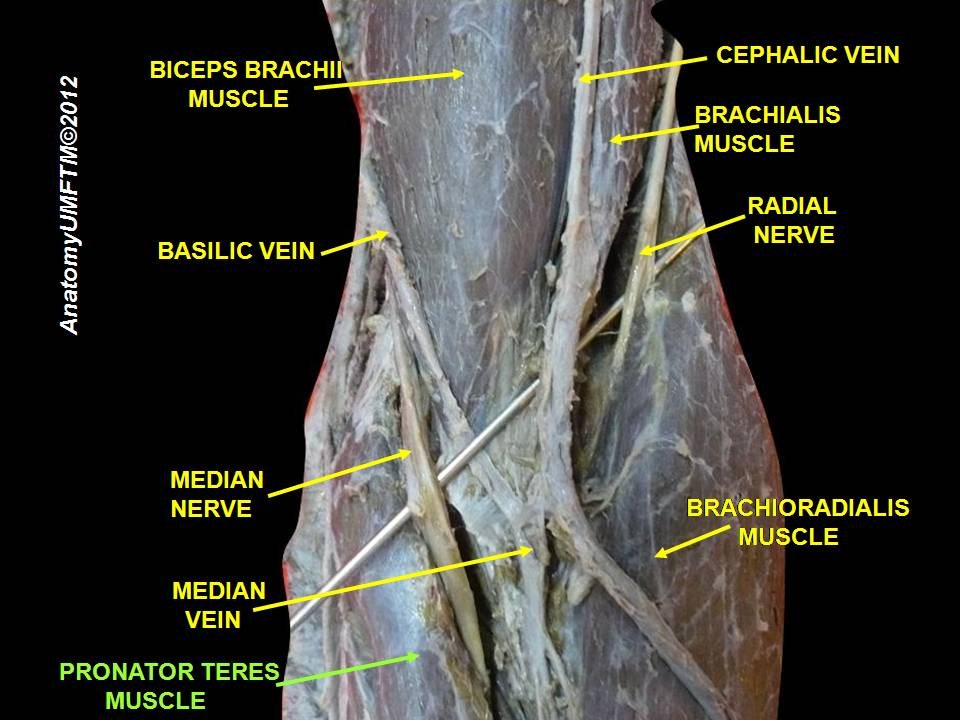
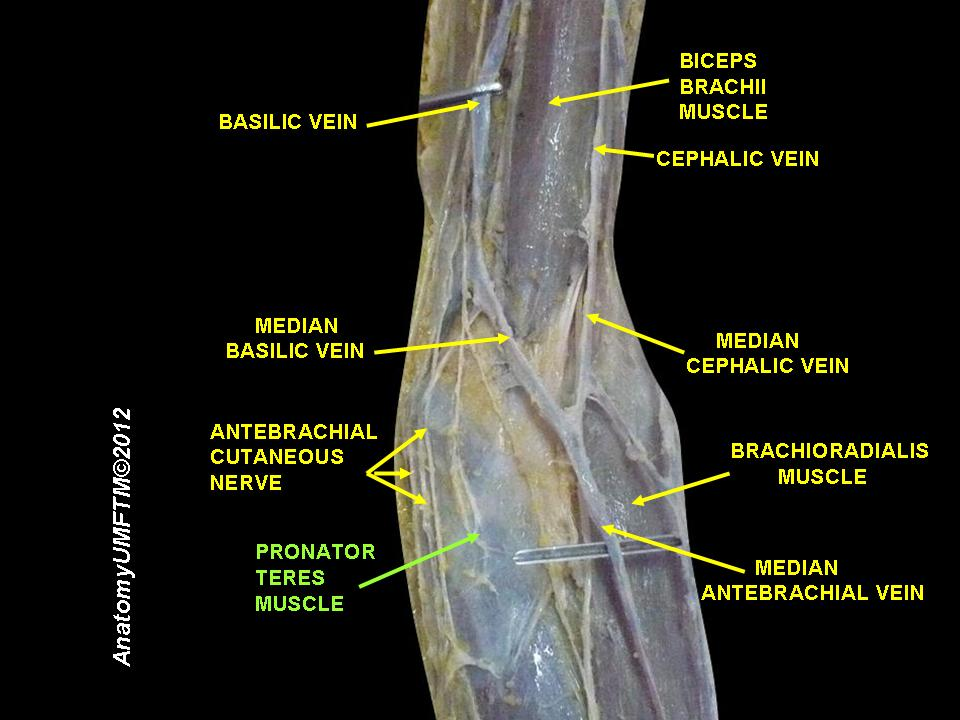
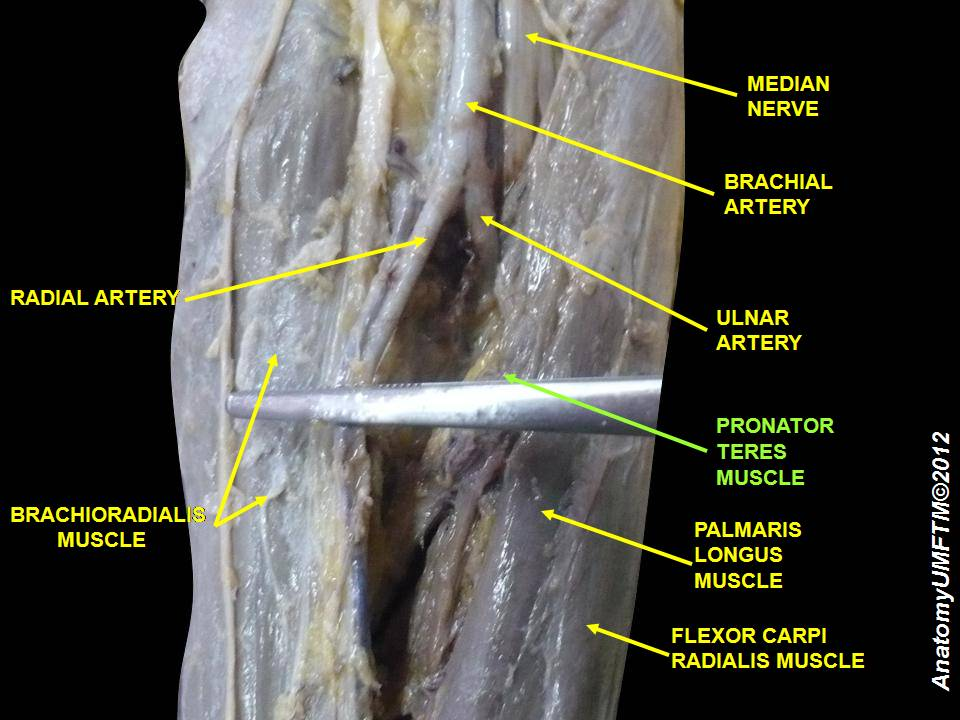
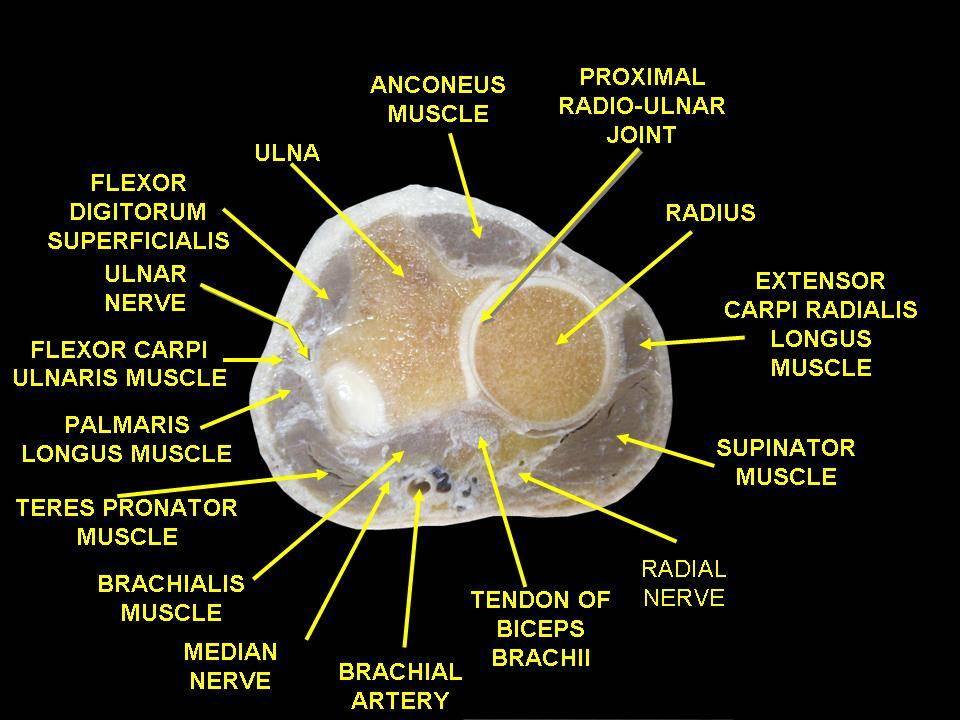
Secció transversal dels músculs de les extremitats superiors.
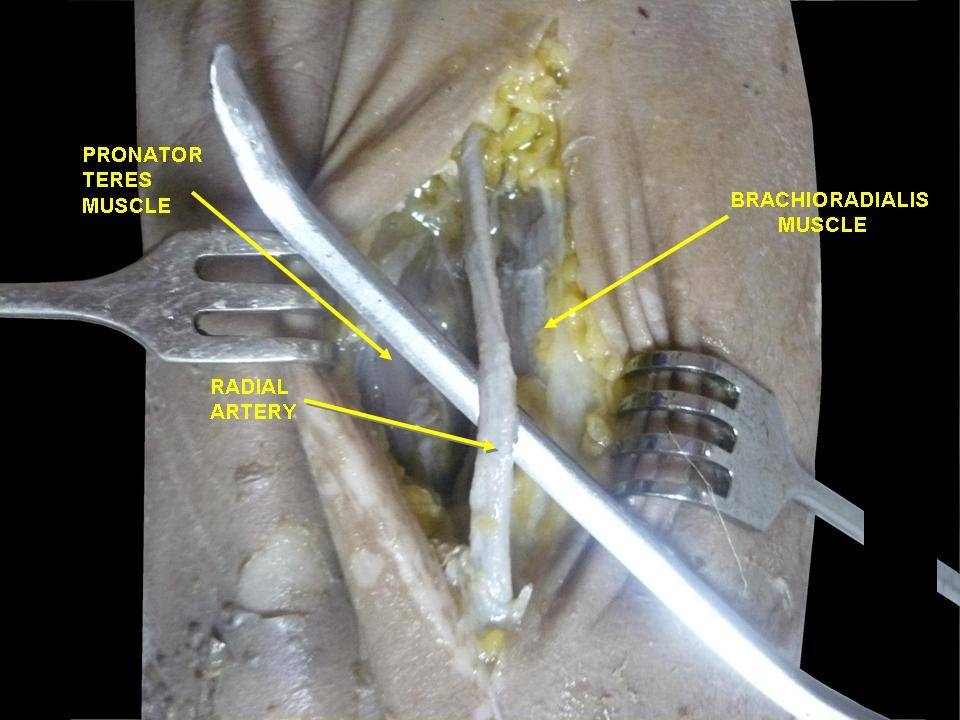
Dissecció superficial. Vista anterior. Es veu l'artèria cubital. Artèria cubital, i músculs pronador rodó i supinador llarg.